# 愛知県道180号江南停車場線
愛知県道180号江南停車場線（あいちけんどう180ごう こうなんていしゃじょうせん）は、愛知県江南市内を通る一般県道である。

## 概要

### 路線データ
- 起点：江南停車場（江南駅西側ロータリー）
- 終点：愛知県江南市古知野町福寿交差点
- 全長：約750 m

## 沿革
- 1959年12月15日：愛知県道180号古知野停車場線として認定
- 1981年11月10日：名鉄犬山線 古知野駅が「江南駅」と改称され、「江南停車場線」と改称される。

## 別名
- 江南駅西通り（江南市） なお、福寿交差点以西は江南市道だが、一宮市浅井町との境界付近に達しており、一宮市浅井町方面から江南駅を利用するためのルートになっている。

## 地理

### 交差する道路
- 愛知県道63号名古屋江南線（すいとぴあ名草線）（古知野町福寿交差点）

### 沿線
- 名鉄犬山線 江南駅（コンビニ・ファミリーマート他）
- 三菱UFJ銀行 江南支店
- あいち銀行江南支店
- 江南市立古知野南小学校（古知野南小学校前バス停がある）
- 江南市立古知野南保育園
- あいち銀行江南中央支店（福寿交差点）